# Österreichische Alpine Skimeisterschaften 2000
Die Österreichischen Alpinen Skimeisterschaften 2000 fanden von 21. bis 25. März in Sankt Lambrecht (Slalom, Riesenslalom, Super-G) und am 10. April in Zauchensee (Abfahrt) statt. Die Rennen waren international besetzt, um die Österreichische Meisterschaft fuhren jedoch nur die österreichischen Teilnehmer.

## Herren

### Abfahrt
| Platz | Name               | Zeit        |
| ----- | ------------------ | ----------- |
| 01    | Michael Walchhofer | 1:24,94 min |
| 02    | Christian Greber   | 1:25,17 min |
| 03    | Fritz Strobl       | 1:25,46 min |
| 04    | Norbert Holzknecht | 1:25,66 min |
| 05    | Hannes Trinkl      | 1:25,72 min |
| 06    | Werner Franz       | 1:25,76 min |
| 07    | Klaus Kröll        | 1:25,98 min |
| 08    | Roland Assinger    | 1:26,04 min |
|       | Andreas Buder      | 1:26,04 min |
| 10    | Stephan Görgl      | 1:26,40 min |

Datum: 10. April 2000

Ort: Zauchensee

### Super-G
| Platz | Name                  | Zeit        |
| ----- | --------------------- | ----------- |
| 01    | Andreas Schifferer    | 1:12,45 min |
| 02    | Christoph Gruber      | 1:13,23 min |
| 03    | Gregor Šparovec (SLO) | 1:13,60 min |
| 04    | Benjamin Raich        | 1:13,75 min |
| 05    | Patrick Wirth         | 1:14,04 min |
| 06    | Ožbi Ošlak (SLO)      | 1:14,15 min |
| 07    | Norbert Holzknecht    | 1:14,21 min |
| 08    | Stephan Görgl         | 1:14,23 min |
| 09    | Peter Pen (SLO)       | 1:14,48 min |
| 10    | Hannes Reichelt       | 1:14,52 min |

Datum: 23. März 2000

Ort: St. Lambrecht

### Riesenslalom
| Platz | Name                  | Zeit        |
| ----- | --------------------- | ----------- |
| 01    | Benjamin Raich        | 2:13,15 min |
| 02    | Heinz Schilchegger    | 2:13,34 min |
| 03    | Florian Seer          | 2:14,07 min |
| 04    | Ronald Stampfer       | 2:14,43 min |
|       | Hans Knauß            | 2:14,43 min |
| 06    | Rainer Salzgeber      | 2:14,62 min |
| 07    | Jernej Reberšak (SLO) | 2:14,86 min |
| 08    | Patrick Wirth         | 2:14,93 min |
| 09    | Jernej Koblar (SLO)   | 2:14,95 min |
| 10    | Martin Marinac        | 2:15,22 min |

Datum: 24. März 2000

Ort: St. Lambrecht

### Slalom
| Platz | Name                 | Zeit        |
| ----- | -------------------- | ----------- |
| 01    | Mario Matt           | 1:36,92 min |
| 02    | Kilian Albrecht      | 1:37,72 min |
| 03    | Rainer Schönfelder   | 1:38,27 min |
| 04    | Heinz Schilchegger   | 1:38,55 min |
| 05    | Mario Reiter         | 1:38,64 min |
| 06    | Andreas Ertl (GER)   | 1:38,76 min |
| 07    | Kurt Engl            | 1:38,92 min |
| 08    | Ronald Stampfer      | 1:39,04 min |
| 09    | Manfred Pranger      | 1:39,32 min |
| 10    | Mitja Valenčič (SLO) | 1:39,71 min |

Datum: 25. März 2000

Ort: St. Lambrecht

### Kombination
Die Kombination setzt sich aus den Ergebnissen von Slalom, Riesenslalom und Abfahrt zusammen.
| Platz | Name             |
| ----- | ---------------- |
| 1     | Kurt Engl        |
| 2     | Peter Struger    |
| 3     | Manfred Gstatter |

## Damen

### Abfahrt
| Platz | Name                     | Zeit        |
| ----- | ------------------------ | ----------- |
| 01    | Kerstin Reisenhofer      | 1:29,06 min |
| 02    | Selina Heregger          | 1:30,17 min |
| 03    | Christine Sponring       | 1:30,53 min |
| 04    | Tanja Schneider          | 1:30,57 min |
| 05    | Marianna Salchinger      | 1:30,78 min |
| 06    | Marlies Schild           | 1:30,85 min |
| 07    | Martina Lechner          | 1:30,96 min |
| 08    | Christiane Mitterwallner | 1:30,97 min |
| 09    | Michaela Kofler          | 1:31,04 min |
| 10    | Veronika Thanner         | 1:31,06 min |

Datum: 10. April 2000

Ort: Zauchensee

### Super-G
| Platz | Name                     | Zeit        |
| ----- | ------------------------ | ----------- |
| 01    | Brigitte Obermoser       | 1:20,39 min |
| 02    | Selina Heregger          | 1:20,49 min |
| 03    | Amanda Pirie (GBR)       | 1:20,75 min |
| 04    | Michaela Dorfmeister     | 1:20,91 min |
| 05    | Michaela Kofler          | 1:20,92 min |
| 06    | Christiane Mitterwallner | 1:21,16 min |
| 07    | Alenka Dovžan (SLO)      | 1:21,24 min |
| 08    | Anja Kalan (SLO)         | 1:21,28 min |
| 09    | Doris Götzenbrucker      | 1:21,42 min |
| 10    | Ingrid Rumpfhuber        | 1:21,47 min |

Datum: 23. März 2000

Ort: St. Lambrecht

### Riesenslalom
| Platz | Name                     | Zeit        |
| ----- | ------------------------ | ----------- |
| 01    | Michaela Dorfmeister     | 2:00,56 min |
| 02    | Alenka Dovžan (SLO)      | 2:00,75 min |
| 03    | Brigitte Obermoser       | 2:00,77 min |
| 04    | Selina Heregger          | 2:01,18 min |
| 05    | Christiane Mitterwallner | 2:01,34 min |
| 06    | Renate Götschl           | 2:01,40 min |
| 07    | Petra Knor               | 2:01,88 min |
| 08    | Karin Köllerer           | 2:02,10 min |
| 09    | Martina Lechner          | 2:02,30 min |
| 10    | Elisabeth Görgl          | 2:02,32 min |

Datum: 22. März 2000

Ort: St. Lambrecht

### Slalom
| Platz | Name                      | Zeit        |
| ----- | ------------------------- | ----------- |
| 01    | Karin Köllerer            | 1:42,10 min |
| 02    | Sabine Egger              | 1:42,59 min |
| 03    | Annemarie Gerg (GER)      | 1:43,38 min |
| 04    | Elisabeth Görgl           | 1:43,40 min |
| 05    | Renate Götschl            | 1:43,54 min |
| 06    | Eva Kurfürstová (CZE)     | 1:43,69 min |
| 07    | Marlies Oester (SUI)      | 1:44,05 min |
| 08    | Kumiko Kashiwagi (JPN)    | 1:44,51 min |
| 09    | Carolina Waidhofer-Dummer | 1:44,52 min |
| 10    | Maren Günter (GER)        | 1:44,75 min |

Datum: 21. März 2000

Ort: St. Lambrecht

### Kombination
Die Kombination setzt sich aus den Ergebnissen von Slalom, Riesenslalom und Abfahrt zusammen.
| Platz | Name               |
| ----- | ------------------ |
| 1     | Christine Sponring |
| 2     | Veronika Thanner   |
| 3     | Manuela Mair       |